# 艾迪克·諾尼
艾迪克·諾尼（荷蘭語：Abdelhak Nouri，1997年4月2日—）是一位已退役荷蘭職業足球運動員，司職中場，曾效力荷甲豪门阿積士。2017年7月初在代表阿積士對德國球會雲達不來梅的賽前熱身賽中因心律不正暈倒導致大腦缺氧受損而成為植物人。

### 心律失常
2017年7月8日，諾尼在對戰雲達不萊梅的友誼賽中心律失常昏迷，並由直升機送往醫院。7月13日由球隊公開其腦部出現永久損傷的壞消息，聲明寫道：「阿積士對諾尼被診斷出受嚴重永久性腦損傷的消息十分難過。」2020年3月27日，經過2年9個月的昏迷後，諾尼終於甦醒，目前正處於休養狀態。

## 榮譽
- 荷蘭乙組足球聯賽賽季最佳球員: 2016-17